# Odette Myrtil
Odette Myrtil (28 de junio de 1898 – 18 de noviembre de 1978) fue una actriz teatral y cinematográfica, cantante, violinista y diseñadora de vestuario estadounidense, aunque de origen francés. Inició su carrera de violinista en el circuito de vodevil de París a los 14 años de edad. Posteriormente fue ampliando su campo artístico trabajando como cantante y actriz, consiguiendo su primer gran éxito a los 18 años de edad en Londres en 1916 con la revista musical The Bing Boys Are Here. Myrtil fue una habitual de las producciones musicales del circuito de Broadway entre 1924 y 1932, tras lo cual actuó allí solamente de manera esporádica hasta 1960. Además de Nueva York, a lo largo de su carrera tuvo también la oportunidad de actuar en teatros de Chicago, Londres, Los Ángeles, y París.
Entre 1923 y 1972, Myrtil actuó en un total de 28 largometrajes, la mayor parte rodados entre mediados de los años 1930 y los 1950. Se especializó en los papeles de carácter, y a menudo se aprovechó su talento como cantante. Solamente hizo una actuación televisiva en toda su carrera, en el episodio de Studio One in Hollywood de 1953 The Paris Feeling. Además de su faceta de actriz, también trabajó como diseñadora de vestuario en 9 películas entre 1944 y 1950.

## Biografía
Su verdadero nombre era Odette Laure Clotilde Quignarde, y nació en París, Francia, siendo su padres dos actores teatrales. Estudió violín en un internado de Bruselas. Alumna de Eugène Ysaÿe, empezó a tocar de manera profesional a los 13 años de edad. En 1915, con 16 años, fue a Estados Unidos, formando parte del espectáculo Ziegfeld Follies representado en el circuito de Broadway, como una de las Ziegfeld Girls. Al siguiente año fue a Londres, donde tuvo un gran éxito con el show representado en los Teatros del West End The Bing Boys Are Here. Pasó los siguientes años actuando con éxito en el ambiente teatral londinense, así como en diferentes producciones de vodevil representadas en las más importantes ciudades europeas. Entre otras, trabajó en la producción de André Charlot Tails Up!, representada en Londres en 1918 y protagonizada por Jack Buchanan.
En 1923 Myrtil volvió a Nueva York como artista de vodevil, actuando en el Palace Theatre, donde obtuvo su primer éxito de importancia en el país. Entre sus mejores actuaciones se encuentra la que hizo en la opereta La condesa Maritza, con música de Emmerich Kálmán (1926-1927). Fue una habitual de la escena neoyorquina de los primeros años 1930, actuando a menudo en musicales en Broadway en los que demostraba sus habilidades como cantante y violinista. Tuvo un particular triunfo con el papel de Odette en el musical de Jerome Kern de 1931 The Cat and the Fiddle, el cual fue específicamente escrito para ella. A partir de entonces hizo pocas actuaciones en Broadway, siendo su último show la producción original de la pieza de Harold Arlen y Johnny Mercer Saratoga, en 1960. A principios de la década de 1950 encarnó durante dos años a Bloody Mary en la representación original de la pieza de Richard Rodgers y Oscar Hammerstein II South Pacific, habiendo sucedido a Juanita Hall en el papel.
A partir de 1935 la carrera de Myrtil se decantó de manera definitiva hacia el cine, aunque nunca dejó totalmente sus raíces teatrales. Fue una actriz cinematográfica bastante prolífica, actuando principalmente en papeles de mujeres de edad media en un total de 25 filmes entre 1936 y 1952. Previamente a ello únicamente había actuado como bailarina en el film de 1923 Squibs M.P. Su primer papel hablado fue el de Renée De Penable en Dodsworth (1936, de William Wyler, con Walter Huston y Ruth Chatterton).
Algunos de sus filmes más destacados fueron Kitty Foyle (1940, de Sam Wood, con Ginger Rogers y Dennis Morgan), Out of the Fog (1941), I Married an Angel (1942), Yanqui Dandy (1942, de Michael Curtiz, con James Cagney y Joan Leslie), The Palm Beach Story (1942), Uncertain Glory (1944), Devotion (1946), The Fighting Kentuckian (1949, de George Waggner, con John Wayne y Vera Ralston), y Strangers on a Train (1951), cinta de Alfred Hitchcock en el que encarnaba a "Madame Darville". Además, cantó la canción del título en la película de 1954 La última vez que vi París (1954, de Richard Brooks, con Elizabeth Taylor y Van Johnson), llegando su última actuación con Hot Pants Holiday (1972).
Habiendo encarnado a una creadora de moda en Kitty Foyle, Myrtil confeccionó ella misma algunos de sus vestuarios, tanto en el teatro como en la pantalla. Además, fue diseñadora de vestuario de nueve películas estrenadas entre 1944 y 1950, entre ellas Brewster's Millions (1945, de Allan Dwan, con Dennis O'Keefe y Helen Walker) y Manhandled (1949, de William Nigh, con Dorothy Lamour y Sterling Hayden).
En la mayor parte de sus últimos años, Myrtil residió en New Hope, Pensilvania. Desde 1955 a 1958 dirigió The Playhouse Inn, y entre 1961 y 1976 rigió el restaurante Chez Odette de New Hope, llamado más adelante Odette's Restaurant.
A lo largo de su vida, Odette Myrtil se casó dos veces: durante ocho años fue su marido el artista de vodevil Robert Adams, casándose después con el director y productor Stanley Logan, que la dirigió en 1929 en Nueva York en la revista Broadway Nights. Ella falleció en Doylestown, Pensilvania, en 1978, a causa de un accidente cerebrovascular. Tenía 80 años de edad.

## Teatro musical (selección)
(como intérprete, salvo mención contraria)

### En Londres
- 1916-1917: The Bing Boys Are Here, música de Nat Ayer, letra de Clifford Grey, libreto de George Grossmith y Fred Thompson
- 1918: Tails Up!, revista producida por André Charlot, música de Philip Braham, letra de David Burnaby y Hugh E. Wright, libreto de John Hastings Turner
- 1918: Tabs, revista, música de Ivor Novello, letra de Ronald Jeans
- 1919: Bran Pie, revista producida por André Charlot

### En el circuito de Broadway
- 1924: Vogues of 1924, revista, música de Herbert Stothart, letra y libreto de Fred Thompson y Clifford Grey
- 1925: The Love Song, opereta sobre música de Jacques Offenbach arreglada por Eduard Künneke, letras de Harry B. Smith
- 1926-1927: La condesa Maritza, opereta de Emmerich Kálmán, libreto de Julius Brammer y Alfred Grünwald, adaptación de Harry B. Smith
- 1928-1929: White Lilacs, opereta de Karl Hajos sobre temas de Frédéric Chopin, letra y libreto de Harry B. Smith
- 1929: Broadway Nights, revista de Sam Timberg, Lee David y Maurice Rubens, letras de Moe Jaffe, libreto de Edgar Logan, escenografía de Stanley Logan
- 1931-1932: The Cat and the Fiddle, música de Jerome Kern, letras y libreto de Otto Harbach
- 1945-1947: The Red Mill, música de Victor Herbert, letras y libreto de Henry Blossom, escenografía de Billy Gilbert
- 1949-1954: South Pacific, musical de Richard Rodgers, letras de Oscar Hammerstein II, libreto de Hammerstein y Joshua Logan, dirección de este último
- 1953: Maggie, música y letras de William Roy, libreto de Hugh Thomas, a partir de la obra What Every Woman Knowns, de J. M. Barrie
- 1959-1960: Saratoga, música de Harold Arlen, letras de Johnny Mercer, libreto y dirección de Morton DaCosta a partir de la novela Saratoga Trunk, de Edna Ferber

### Otras ciudades
- 1939: The Cat and the Fiddle, en Los Ángeles
- 1943: The Firefly, música de Rudolf Friml, letras y libreto de Otto Harbach (Los Ángeles)
- 1947: The Red Mill (giras por Estados Unidos)
- 1950: Little Boy Blue, música de Max Showalter, letras y libreto de Albert G. Miller (Los Ángeles)
- 1950: Miss Liberty, música y letras de Irving Berlin, libreto de Robert Sherwood (Los Ángeles)

## Filmografía completa

### Actriz
- 1923 : Squibs M.P., de George Pearson
- 1936 : Dodsworth, de William Wyler
- 1937 : The Girl from Scotland Yard, de Robert G. Vignola
- 1938 : Suez, de Allan Dwan
- 1938 : The Toy Wife, de Richard Thorpe
- 1940 : Kitty Foyle : The Natural History of a Woman, de Sam Wood
- 1941 : Out of the Fog, de Anatole Litvak
- 1941 : Two-Faced Woman, de George Cukor
- 1942 : Reunion in France, de Jules Dassin
- 1942 : The Pied Piper, de Irving Pichel
- 1942 : Yanqui Dandy, de Michael Curtiz
- 1942 : I Married an Angel, de W. S. Van Dyke
- 1942 : The Palm Beach Story, de Preston Sturges
- 1943 : Assignment in Brittany, de Jack Conway
- 1943 : Forever and a Day, de Edmund Goulding y otros
- 1943 : My Kingdom for a Cook, de Richard Wallace
- 1943 : Thousands Cheer, de George Sidney
- 1944 : Dark Waters, de André De Toth
- 1944 : Uncertain Glory, de Raoul Walsh
- 1945 : The Great John L., de Frank Tuttle
- 1945 : Rhapsody in Blue, de Irving Pichel
- 1946 : Naughty Nanette, de George Templeton
- 1946 : Devotion, de Curtis Bernhardt
- 1946 : A Tale of Two Cafes, de George Templeton
- 1949 : The Fighting Kentuckian, de George Waggner
- 1951 : Strangers on a Train, de Alfred Hitchcock
- 1951 : Here Comes the Groom, de Frank Capra
- 1952 : Lady Possessed, de William Spier
- 1954 : La última vez que vi París, de Richard Brooks
- 1972 : Hot Pants Holiday, de Edward Mann

### Diseñadora de vestuario
- 1944 : Tomorrow, the World!, de Leslie Fenton
- 1945 : Allotment Wives, de William Nigh
- 1945 : Brewster's Millions, de Allan Dwan
- 1945 : Divorce, de William Nigh
- 1945 : Getting Gertie's Garter, de Allan Dwan
- 1946 : People Are Funny, de Sam White
- 1949 : Manhandled, de Lewis R. Foster
- 1949 : The Lucky Stiff, de Lewis R. Foster
- 1950 : 711 Ocean Drive, de Joseph M. Newman